# Olympische Winterspiele 1988/Curling
Bei den XV. Olympischen Spielen 1988 in Calgary fanden zwei Wettbewerbe im Curling statt. Diese hatten den Status von Demonstrationswettbewerben. Austragungsort war das Max Bell Centre.

## Bilanz

### Medaillenspiegel
| Platz | Land     | Gold | Silber | Bronze | Gesamt |
| ----- | -------- | ---- | ------ | ------ | ------ |
| 1     | Kanada   | 1    | –      | 1      | 2      |
| 2     | Norwegen | 1    | –      | 1      | 2      |
| 3     | Schweden | –    | 1      | –      | 1      |
| 4     | Schweiz  | –    | 1      | –      | 1      |

### Medaillengewinner
| Konkurrenz | Gold                                                                | Silber                                                                              | Bronze                                                                         |
| ---------- | ------------------------------------------------------------------- | ----------------------------------------------------------------------------------- | ------------------------------------------------------------------------------ |
| Frauen     | Debbie Jones, Linda Moore, Penny Ryan, Lindsay Sparkes, Patti Vande | Marie Henriksson, Elisabeth Högström, Monika Jansson, Anette Norberg Birgitta Sewik | Marianne Aspelin, Mette Halvorsen, Dordi Nordby, Hanne Pettersen Trine Trulsen |
| Männer     | Bo Bakke, Sjur Loen, Gunnar Meland, Eigil Ramsfjell, Morten Søgaard | Mario Flückiger, Hansjörg Lips, Peter Lips, Stefan Luder Rico Simen                 | John Ferguson, Wayne Hart, Neil Houston, Ed Lukowich Brent Syme                |

## Turnier der Frauen

### Teams
| Land               | Verein                                | Skip               | Third             | Second               | Lead               | Ersatz           |
| ------------------ | ------------------------------------- | ------------------ | ----------------- | -------------------- | ------------------ | ---------------- |
| BR Deutschland     | SC Riessersee, Garmisch-Partenkirchen | Andrea Schöpp      | Almut Hege-Schöll | Monika Wagner        | Susanne Fink       |                  |
| Dänemark           | Hvidovre CC, Hvidovre                 | Helena Blach       | Malene Krause     | Lone Kristoffersen   | Lene x. Nielsen    |                  |
| Frankreich         | Megève CC, Megève                     | Annick Mercier     | Agnes Mercier     | Andrée Dupont-Roc    | Catherine Lefebvre |                  |
| Kanada             | North Shore Winter Club, Vancouver    | Linda Moore        | Lindsay Sparkes   | Debbie Jones         | Penny Ryan         | Patti Vande      |
| Norwegen           | Snarøen CC, Oslo                      | Trine Trulsen      | Dordi Nordby      | Hanne Pettersen      | Mette Halvorsen    | Marianne Aspelin |
| Schweden           | Karlstads CK, Karlstad                | Elisabeth Högström | Monika Jansson    | Birgitta Sewik       | Marie Henriksson   | Anette Norberg   |
| Schweiz            | Bern Egghölzi Damen CC, Bern          | Cristina Lestander | Barbara Meier     | Christina Gartenmann | Katrin Peterhans   |                  |
| Vereinigte Staaten | Madison CC, Madison                   | Lisa Schoeneberg   | Erika Brown       | Carla Casper         | Lori Mountford     |                  |

### Round Robin
| Platz | Team               | Spiele | Siege | Ndlg. |
| ----- | ------------------ | ------ | ----- | ----- |
| 1     | Schweden           | 7      | 5     | 2     |
| 1     | Kanada             | 7      | 5     | 2     |
| 3     | BR Deutschland     | 7      | 4     | 3     |
| 3     | Norwegen           | 7      | 4     | 3     |
| 3     | Vereinigte Staaten | 7      | 4     | 3     |
| 6     | Dänemark           | 7      | 3     | 4     |
| 7     | Schweiz            | 7      | 2     | 5     |
| 8     | Frankreich         | 7      | 1     | 6     |

| Draw | Begegnung              | Ergebnis |
| ---- | ---------------------- | -------- |
| 1    | Schweden – USA         | 10:2     |
| 1    | Kanada – Deutschland   | 4:3      |
| 1    | Dänemark – Schweiz     | 6:5      |
| 1    | Norwegen – Frankreich  | 6:3      |
| 2    | Dänemark – Frankreich  | 7:5      |
| 2    | Schweiz – Norwegen     | 7:4      |
| 2    | Kanada – USA           | 7:5      |
| 2    | Schweden – Deutschland | 6:5      |
| 3    | Kanada – Schweiz       | 6:4      |
| 3    | Deutschland – Norwegen | 8:5      |
| 3    | Schweden – Frankreich  | 7:4      |
| 3    | USA – Dänemark         | 9:2      |
| 4    | Deutschland – Dänemark | 7:2      |
| 4    | Norwegen – USA         | 9:5      |
| 4    | Schweiz – Schweden     | 7:3      |
| 4    | Kanada – Frankreich    | 10:3     |

| Draw | Begegnung                | Ergebnis |
| ---- | ------------------------ | -------- |
| 5    | Norwegen – Schweden      | 9:2      |
| 5    | Dänemark – Kanada        | 5:2      |
| 5    | Deutschland – Frankreich | 8:5      |
| 5    | USA – Schweiz            | 9:6      |
| 6    | USA – Deutschland        | 5:3      |
| 6    | Schweden – Kanada        | 6:4      |
| 6    | Frankreich – Schweiz     | 9:1      |
| 6    | Norwegen – Dänemark      | 7:2      |
| 7    | Kanada – Norwegen        | 9:4      |
| 7    | USA – Frankreich         | 6:5      |
| 7    | Deutschland – Schweiz    | 9:4      |
| 7    | Schweden – Dänemark      | 7:2      |

### Tie-Break
| Begegnung              | Ergebnis |
| ---------------------- | -------- |
| Norwegen – USA         | 10:7     |
| Norwegen – Deutschland | 8:4      |

### Halbfinale
| Begegnung         | Ergebnis |
| ----------------- | -------- |
| Kanada – Norwegen | 6:5      |

### Finale
| Begegnung         | Resultat |
| ----------------- | -------- |
| Kanada – Schweden | 7:5      |

### Endstand
| Platz | Team               |
| ----- | ------------------ |
| 1     | Kanada             |
| 2     | Schweden           |
| 3     | Norwegen           |
| 4     | BR Deutschland     |
| 5     | Vereinigte Staaten |
| 6     | Dänemark           |
| 7     | Schweiz            |
| 8     | Frankreich         |

## Turnier der Männer

### Teams
| Land               | Verein                       | Skip             | Third              | Second           | Lead             | Ersatz          |
| ------------------ | ---------------------------- | ---------------- | ------------------ | ---------------- | ---------------- | --------------- |
| BR Deutschland     | EV Füssen, Füssen            | Andreas Kapp     | Florian Zörgiebel  | Cristopher Huber | Michael Schäffer | Dieter Kolb     |
| Dänemark           | Hvidovre CC, Hvidovre        | Gert Larsen      | Oluf Olsen         | Jan Hansen       | Michael Harry    |                 |
| Großbritannien     | St. Martins CC, Perth        | David Smith      | Hammy McMillan     | Mike Hay         | Peter Smith      |                 |
| Kanada             | Calgary Winter Club, Calgary | Ed Lukowich      | John Ferguson      | Neil Houston     | Brent Syme       | Wayne Hart      |
| Norwegen           | Snarøen CC, Oslo             | Eigil Ramsfjell  | Sjur Loen          | Morten Søgaard   | Bo Bakke         | Gunnar Meland   |
| Schweden           | Härnösands CK, Härnösand     | Dan-Ola Eriksson | Anders Thidholm    | Jonas Sjölander  | Christer Nylund  | Sören Grahn     |
| Schweiz            | CC Solothurn, Solothurn      | Hansjörg Lips    | Rico Simen         | Stefan Luder     | Peter Lips       | Mario Flückiger |
| Vereinigte Staaten | Superior CC, Superior        | Bob Nichols      | Raymond Somerville | Tom Locken       | Bob Christman    | Bill Strum      |

### Round Robin
| Platz | Team               | Spiele | Siege | Ndlg. |
| ----- | ------------------ | ------ | ----- | ----- |
| 1     | Schweiz            | 7      | 5     | 2     |
| 1     | Kanada             | 7      | 5     | 2     |
| 3     | Vereinigte Staaten | 7      | 4     | 3     |
| 3     | Norwegen           | 7      | 4     | 3     |
| 3     | Schweden           | 7      | 4     | 3     |
| 6     | Dänemark           | 7      | 3     | 4     |
| 6     | BR Deutschland     | 7      | 3     | 4     |
| 8     | Großbritannien     | 7      | 0     | 7     |

| Draw | Begegnung                    | Ergebnis |
| ---- | ---------------------------- | -------- |
| 1    | Deutschland – Schweden       | 9:4      |
| 1    | USA – Dänemark               | 6:5      |
| 1    | Schweiz – Kanada             | 4:3      |
| 1    | Norwegen – Großbritannien    | 4:3      |
| 2    | Norwegen – Dänemark          | 8:4      |
| 2    | Schweden – Schweiz           | 7:3      |
| 2    | Deutschland – Großbritannien | 7:4      |
| 2    | Kanada – USA                 | 9:5      |
| 3    | Schweiz – Großbritannien     | 4:2      |
| 3    | Kanada – Norwegen            | 9:7      |
| 3    | USA – Schweden               | 10:6     |
| 3    | Dänemark – Deutschland       | 6:2      |
| 4    | Norwegen – Schweden          | 4:3      |
| 4    | Kanada – Deutschland         | 9:1      |
| 4    | Dänemark – Schweiz           | 6:2      |
| 4    | USA – Großbritannien         | 7:6      |

| Draw | Begegnung                 | Ergebnis |
| ---- | ------------------------- | -------- |
| 5    | Dänemark – Großbritannien | 8:3      |
| 5    | Schweden – Kanada         | 8:7      |
| 5    | Norwegen – Deutschland    | 7:5      |
| 5    | Schweiz – USA             | 7:4      |
| 6    | Deutschland – USA         | 7:6      |
| 6    | Schweiz – Norwegen        | 7:2      |
| 6    | Kanada – Großbritannien   | 6:4      |
| 6    | Schweden – Dänemark       | 9:1      |
| 7    | Schweden – Großbritannien | 6:5      |
| 7    | Kanada – Dänemark         | 9:5      |
| 7    | USA – Norwegen            | 9:3      |
| 7    | Schweiz – Deutschland     | 6:5      |

### Tie-Break
| Begegnung           | Ergebnis |
| ------------------- | -------- |
| Norwegen – Schweden | 6:4      |
| Norwegen – USA      | 6:3      |

### Halbfinale
| Begegnung         | Ergebnis |
| ----------------- | -------- |
| Norwegen – Kanada | 8:5      |

### Finale
| Begegnung          | Ergebnis |
| ------------------ | -------- |
| Norwegen – Schweiz | 10:2     |

### Endstand
| Platz | Team               |
| ----- | ------------------ |
| 1     | Norwegen           |
| 2     | Schweiz            |
| 3     | Kanada             |
| 4     | Vereinigte Staaten |
| 5     | Schweden           |
| 6     | BR Deutschland     |
| 6     | Dänemark           |
| 8     | Großbritannien     |